# Mammillaria limonensis
Mammillaria limonensis (укр. Мамілярія лимонська, Мамілярія лимонензіс) — сукулентна рослина з роду мамілярія (Mammillaria) родини кактусових (Cactaceae).

## Етимологія
Видова назва походить від місцевості, де була знайдена ця мамілярія — Ель-Лимон (ісп. El Limón), неподалік Чапали, штат Халіско, Мексика.

## Ареал і екологія
Mammillaria limonensis є ендемічною рослиною Мексики. Ареал розташований у штаті Халіско.

## Морфологічний опис
Рослина кущиться в основі, утворює зарості, що стелються по землі .
| Орган              | Опис |
| Стебло             | кулясте до коротко-циліндричного, 4-12 см заввишки, 3-5 см в діаметрі.                                      |
| Епідерміс          | сіро-зелений.                                                                                               |
| Маміли             | циліндричні, трохи конічні, короткі, згладжені апікально, без молочного соку.                               |
| Аксили             | з 14 щетинками, до 15 мм завдовжки.                                                                         |
| Центральні колючки | 5-8, від коричневого до чорнуватого відтінку, з жовтуватою основою, завдовжки 9-18 мм, одна нижня з гачком. |
| Радіальні колючки  | 15-20, прямі, білі, до 6 мм завдовжки.                                                                      |
| Квіти              | короткі, воронкоподібні, рожеві, до 12 мм в діаметрі.                                                       |
| Бутони             | |
| Зовнішні пелюстки  | |
| Внутрішні пелюстки | |
| Тичинки            | |
| Маточка            | |
| Плоди              | булавоподібні, блискучо-червоні, 8-20 мм завдовжки.                                                         |
| Насіння            | коричнево-чорне.                                                                                            |

## Систематика
Mammillaria limonensis була описана Верненром Реппенхагеном (нім. Werner Reppenhagen, 1911—1996) у 1985 році. У 1995 році Джонас Люті звів цей таксон до підвиду Mammillaria fittkaui (Mammillaria fittkaui subsp. limonensis (Repp.) J.M.Luthy 1995). Деякі систематики, зокрема англійський ботанік Девід Річард Хант, що склав контрольний список Кактусових для СІТЕС, у своїй праці, присвяченій роду мамілярія «Mammillaria Postscript» продовжують дотримуватися цього погляду, хоча у 2002 році Едвард Фредерік Андерсон — член Робочої групи Міжнародної організації з вивчення сукулентних рослин (IOS), колищній її президент у своїй фундаментальній монографії з родини кактусових «The Cactus Family» описав Mammillaria limonensis як окремий вид.
Вона відрізняється від Mammillaria fittkaui більш сланкими стеблами та численнішими щетинками і колючками. Фахівці з таксономії мексиканської флори, американські ботаніки Волтер (англ. Walter Alfred Fitz Maurice, 1924—2015) і Бетті Фіц-Моріси (англ. Elizabeth Ann (Betty) Fitz-Maurice), а вслід за ними і Джон Вільям Пілбім (англ. John William Pilbeam, нар. 1931) вважають, що форма маміл з їхніми приплющеними кінчиками, яскраво-червоні плоди, численні довгі аксільні щетинки, кількість колючок і їх довжина, а також відмінності в насінні і квітках, дозволяють виділити Mammillaria limonensis як окремий вид.